# Les Maillys
Ne doit pas être confondu avec Mailly.
Les Maillys est une commune française située dans le canton d'Auxonne du département de la Côte-d'Or, en région Bourgogne-Franche-Comté.

## Géographie

### Localisation et topographie
La commune se situe au point de rencontre des plaines alluviales de la  Saône et de la Tille, aux sols argileux et sableux. Son territoire est traversé par la Saône, la Tille, le Bief des Près Bas, le ruisseau des Sept Ponts, et est émaillé de nombreux autres rus saisonniers et noues, lui conférant un aspect paysager marécageux. 
La commune compte néanmoins un grand nombre de prairies et de parcelles de champs, attestant de sa vocation agricole et plus spécifiquement maraîchère. Les Bois Royaux et des Bas qui constituent sa masse boisée principale.
Les villes les plus proches sont Auxonne (9,3 km), Damparis (13 km), Dole (14 km), Genlis (16 km).

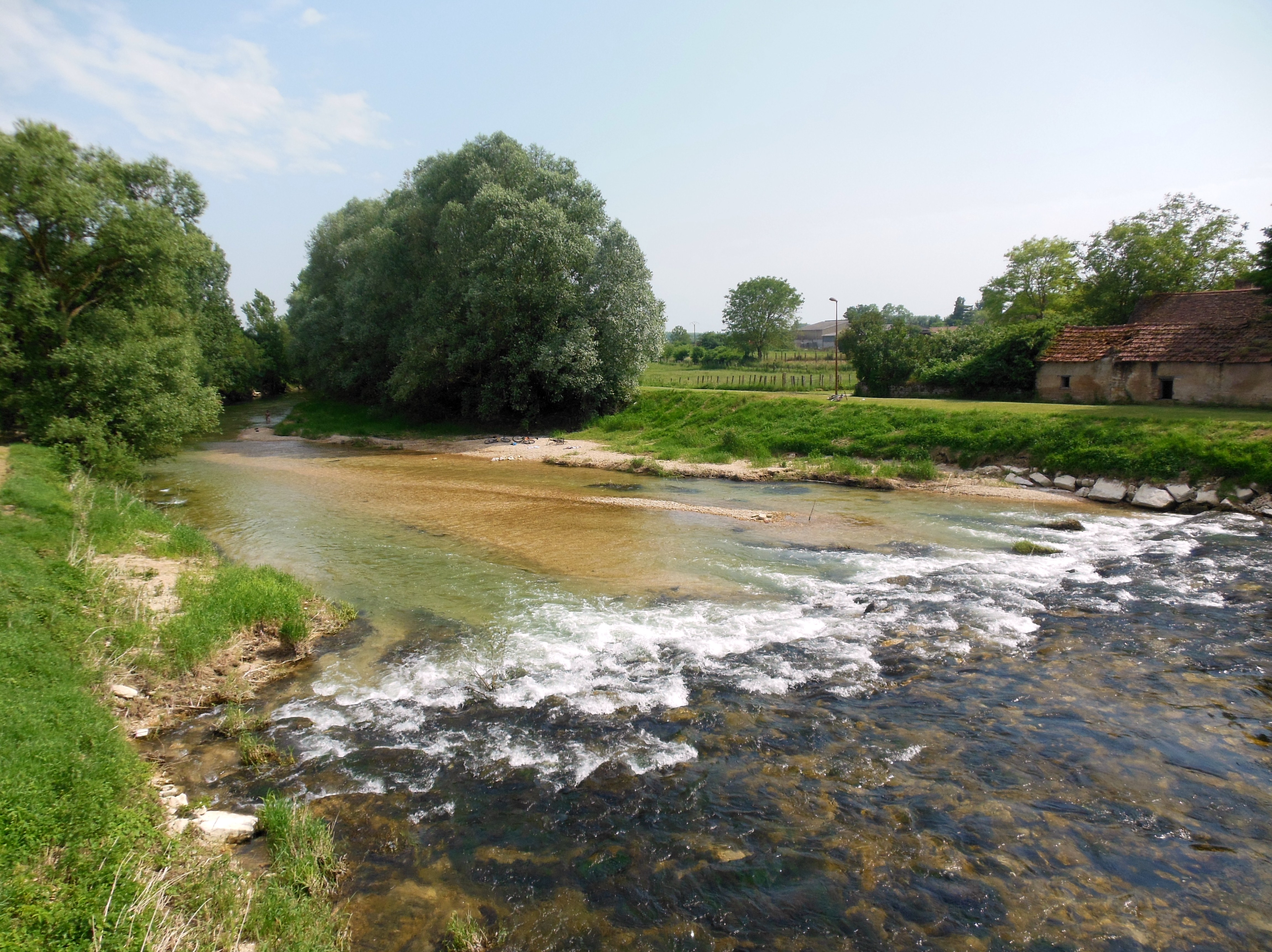
La Tille, depuis le pont de la Rue Bizot.

### Accès
Le village est accessible par les routes D 20 (Beaune-Broye-Aubigney-Montseugny), D 110C (Trouhans-Les Maillys), D 31 (Soirans-Champvans) et D 31B (Tillenay-Les Maillys), qui le traversent, mais aussi depuis l'A39 ( 5 Auxonne-Saint-Jean-de-Losne (11 km)), le rail (gare d'Auxonne (7,5 km), gare de Saint-Jean-de-Losne (9 km), gare de Dole-Ville (14 km)), et les airs (aéroport de Dole-Jura (20 km), aéroport de Dijon Bourgogne - Longvic (43 km)).

### Climat
Pour des articles plus généraux, voir Climat de la Bourgogne-Franche-Comté et Climat de la Côte-d'Or.
En 2010, le climat de la commune est de type climat océanique dégradé des plaines du Centre et du Nord, selon une étude du Centre national de la recherche scientifique s'appuyant sur une série de données couvrant la période 1971-2000. En 2020, Météo-France publie une typologie des climats de la France métropolitaine dans laquelle la commune est exposée à un climat semi-continental et est dans la région climatique  Bourgogne, vallée de la Saône, caractérisée par un bon ensoleillement (1 900 h/an), un été chaud (18,5 °C), un air sec au printemps et en été et des vents faibles. 
Pour la période 1971-2000, la température annuelle moyenne est de 10,8 °C, avec une amplitude thermique annuelle de 17,7 °C. Le cumul annuel moyen de précipitations est de 885 mm, avec 11,6 jours de précipitations en janvier et 8,1 jours en juillet. Pour la période 1991-2020, la température moyenne annuelle observée sur la station météorologique de Météo-France la plus proche, « Tavaux Sa », sur la commune de Tavaux à 12 km à vol d'oiseau, est de 11,7 °C et le cumul annuel moyen de précipitations est de 868,7 mm,. Pour l'avenir, les paramètres climatiques de la commune estimés pour 2050 selon différents scénarios d'émission de gaz à effet de serre sont consultables sur un site dédié publié par Météo-France en novembre 2022.

## Urbanisme

### Typologie
Au 1er janvier 2024, Les Maillys est catégorisée commune rurale à habitat dispersé, selon la nouvelle grille communale de densité à 7 niveaux définie par l'Insee en 2022.
Elle est située hors unité urbaine. Par ailleurs la commune fait partie de l'aire d'attraction de Dijon, dont elle est une commune de la couronne,. Cette aire, qui regroupe 333 communes, est catégorisée dans les aires de 200 000 à moins de 700 000 habitants,.

### Occupation des sols
L'occupation des sols de la commune, telle qu'elle ressort de la base de données européenne d’occupation biophysique des sols Corine Land Cover (CLC), est marquée par l'importance des territoires agricoles (80,1 % en 2018), en diminution par rapport à 1990 (81 %). La répartition détaillée en 2018 est la suivante : terres arables (63,1 %), prairies (14,1 %), forêts (12,6 %), eaux continentales (4,5 %), zones agricoles hétérogènes (2,9 %), zones urbanisées (2,8 %). L'évolution de l’occupation des sols de la commune et de ses infrastructures peut être observée sur les différentes représentations cartographiques du territoire : la carte de Cassini (XVIIIe siècle), la carte d'état-major (1820-1866) et les cartes ou photos aériennes de l'IGN pour la période actuelle (1950 à aujourd'hui).

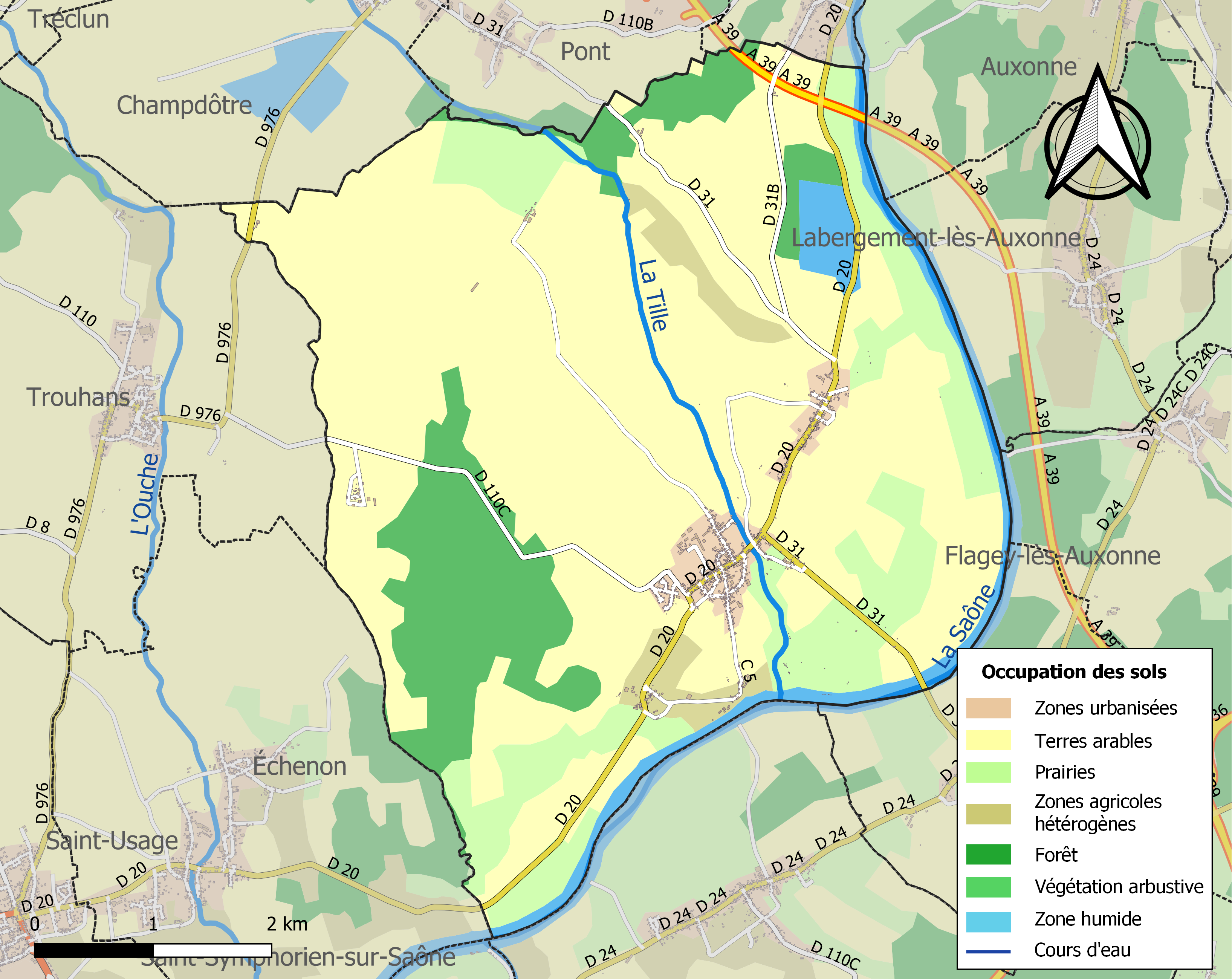
Carte des infrastructures et de l'occupation des sols de la commune en 2018 (CLC).

## Toponymie
Le toponyme Les Maillys, déjà présent dans certains parchemins du XIVe siècle, est né de la réunion des quatre communautés villageoises qui composaient l'ancienne seigneurie de Mailly, à savoir Mailly-la-Ville, Mailly-l'Église, Mailly-le-Port et Mailly-le-Château, au sein d'une seule et même commune, entre 1790 et 1794.
  
Le nom Mailly serait issu du latin Malliacum, nom de domaine gallo-romain formé avec le suffixe -acum sur un nom de personne latin, sans doute Mallius.

Selon l'époque et/ou le scribe, chaque mailly est désigné par de nombreuses variantes :
- Mailly-la-Ville : Mailleium (1268), Mayley (1338), Mailley la Ville (1366), Mailly la Ville (1574), Mailly la Velle (XVIIIe siècle), Mailly le Bas (Révolution).
- Mailly-le-Château : Malliacense Castrum (XIe siècle), Malleio (1150), Malliaco (1170), Mallei (1174), Mailley (1193), Malleiacum (XIIe siècle), Malleyo (1200), Mailliaco (1248), Mailleio (1253), Maillé (1257), Maileium (1270), Malleium Castellum (1278), Mailleyo (1296), Mailliacum (1301), Mayley (1331), Mailley le Chastel, Mailli (1360), Mailley le Chausteaul (1372), Mailley Chastel, Mailly Chastel, Mailli Chastel (1445), Mailly le Chastel (1574), Mailly le Chasteau (1644), Mailly-les-Ormeaux (Révolution) ;
- Mailly-l'Église : Malliaco (XIIe siècle), Mailleyum (1320), Mailleyum Curtilz (1350), Mailley Curtiz (1375), Mailley Curtilz (1431), Mailley Courtilz (1469), Mailly Cultil (1574), Mailly l'Eglise (1582), Mailly l'Esglise (1610), Esmailly l'Eglise (1767), Mailly-le-Mont (Révolution).
- Mailly-le-Port : Portu (1290), Portus Mailleii (1311), le Port de Mailly, le Port de Mailly la Ville (1366), Mailley le Port (1376), Mailly le Port (à partir de 1445).
- L'un, l'autre ou l'ensemble : Mailleium (1254), Malleium (1257), Mailley, Mailly près d'Auxonne (1445), Mailley sur soone (1452), Les Maillys lez Auxonne (1582), Les Mailly (1603), Les Maillys, Les Maillés (1662), Les Maillis (1664), Emailly (1699), Les Mallys (XVIIIe siècle).

## Histoire
Les origines des Maillys demeurent méconnues. Il semble néanmoins que le site ait été habité dès le XIe siècle av. J.-C., comme l'attestent les vestiges de la voie romaine, reliant Dijon aux salines de Franche-Comté, mis au jour à la fin du XIXe siècle, mais aussi les épées et le biberon, retrouvés, lors d'un dragage de la Saône, dans la deuxième moitié du XXe siècle, ou encore les champs réticulés de type "celtic fields" mis au jour par l'archéologie agraire au cours des années 1970-1980.
Au Moyen Âge, Les Maillys sont le siège d'une seigneurie du bailliage de Dijon, dans le duché de Bourgogne, possédant son propre grenier à sel. Elle appartient à la famille de Mailly, qui possède alors de très nombreuses terres le long de la route Dole-Dijon et d'autres à Échenon. Les neuf mottes castrales à Mailly-le-Port, Mailly-la-Ville et Mailly-le-Château atteste d'une vie militaire intense de ces territoires depuis le Haut Moyen Âge. Mais, si une première maison forte, dont on ignore la date de construction, à Mailly-le-Port, est léguée, au milieu du XIVe siècle, par Hugues d'Aligny à Richard de Gentey, le château de la famille de Mailly, aujourd'hui disparu, se situe à Mailly-le-Château, dans la partie est de la seigneurie (côté Tillenay).
Concernant les affaires religieuses, Les Maillys sont une paroisse, dépendant du doyenné d'Oscheret et du diocèse de Chalon, puis, après 1731, du diocèse de Dijon.
Le curé des Maillys est désigné par l'archiprêtre Vivant de Vergy.
L'Église des Maillys, construite au XIe siècle, est placée sous le vocable de Notre-Dame-de-la-Nativité.
En 1259, Marteau III, endetté, vend Saint-Seine-en-Bâche, Laperrière-sur-Saône, Samerey, ainsi que ses terres d'Échenon et de Foucherans, à Hugues d'Antigny, seigneur de Pagny, qui les vend à son tour, en 1267, au duc de Bourgogne, Hugues IV, qui acquiert aussi 1/4 de la seigneurie de Mailly, afin de constituer la châtellenie de Laperrière.
En 1349 et 1445, les sires de Mailly vendent les 3/4 restants de la seigneurie à la Sainte-Chapelle de Dijon.

En 1362-1363, le château de Mailly-le-Port et sa chapelle, ainsi que la chapelle de la Maladière (face au cimetière actuel), sont détruits par les Écorcheurs.
En 1544, le laboureur Claude Drouel, finance la construction de la chapelle Notre-Dame-de-Pitié, à Mailly-la-Ville.

À la même période, un oratoire dédié à sainte Anne est érigé à Mailly-le-Port, où sont inhumés les pestiférés.
Au début du XVIIe siècle, un nouveau château est construit à Mailly-l'Église. Le maître d'œuvre est Nicolas de Rouvrai. Au cours de la guerre de Dix Ans (1634-1644), les troupes de Matthias Gallas, détruisent plus de 100 maisons ainsi que le hameau de Champeigne et sa chapelle, situés entre les actuels barrage de la Tille et le moulin.
En 1642, les Comtois pénètrent dans la chapelle du château de Mailly-le-Château, et y font quarante prisonniers. La chapelle est quant à elle reconstruite en 1687. Au XVIIIe siècle, la famille Berbis rachète le quart de la seigneurie de Mailly, que possédait jusqu'alors le marquis de Laperrière. En 1791, le Moulin est vendu comme bien national. En 1793, la chapelle Notre-Dame-de-Pitié est transformée en prison et l'église paroissiale en temple de la Raison, puis de l'Être Suprême. En 1794, la chapelle Sainte-Anne est démolie et vendue pour la pierre. En 1797, la chapelle Notre-Dame-des-Ormaux, à l'emplacement de l'actuel cimetière, est démolie et vendue pour la pierre. De la Révolution à 1814, Mailly-l'Église est renommé Mailly-le-Mont, Mailly-la-Ville devient Mailly-le-Bas, et Mailly-le-Château est appelé Mailly-les-Ormaux, conformément à l'esprit révolutionnaire désireux d'effacer toutes références à l'ordre et aux pouvoirs anciens.
Entre 1808 et 1898, le moulin est exploité par la famille Toussaint-Jovignot. En 1839, la compagnie des sapeurs-pompiers des Maillys est fondée. En 1843, un grand incendie détruit une quarantaine de maisons à Mailly-le-Château. En 1848, les bois sont vendus et quasi tous défrichés par les agriculteurs. Un arbre de la liberté est planté (arraché dans les années 1920). En 1856, le conseil municipal vote en faveur de la construction du nouveau cimetière et Mme de Berbis cède un bâtiment, transformé en école publique. En 1863, un grand incendie détruit une soixantaine de maisons à Mailly-l'Église. En 1865, le conseil municipal vote en faveur de la reconstruction de l'église paroissiale. Entre 1898 et 1907, le moulin est exploité par la famille Aumaître. Entre 1907 et 1910, le moulin est exploité par la famille Jovignot. Entre 1910 et 1920, le moulin est exploité par la famille Laleur. En 1912, la fanfare des Maillys est fondée. Depuis 1920 le moulin est exploité par la famille Cêtre. En 1944, Les Maillys sont libérés.
En 1945, la mairie du 5e arrondissement de Paris achète le château de Mailly-l'Église et le transforme en colonie de vacances, avant de le revendre à un particulier, quelques décennies plus tard. En 1952, la reconstruction du pont-de-Saône est entamée. En 1961, le conseil municipal entame les travaux de construction de la nouvelle poste. Entre 1969 et 1974, l'eau courante fait son entrée dans les maisons.
Entre 1976 et 2000, un réseau d'assainissement des eaux usées est construit. En 1985, le Foyer rural des Maillys est fondé. En 1990, la mairie s'installe dans l'ancienne école de filles, transforme la cure en logements et aménage le parc des Trois Maillets. En 1992, les travaux de réaménagement de la gravière sont entamés. En 1997, le château de Mailly-l'Église est ravagé par les flammes, les pompiers s'installent dans l'ancien garage Perrin, laissant place à la bibliothèque municipale. En 2011, une tornade dévaste une quarantaine de maisons, le long de la route principale.

## Politique et administration
| Période                                  | Période  | Identité              | Étiquette | Qualité  |
| ---------------------------------------- | -------- | --------------------- | --------- | -------- |
| vers 1856                                |          | Antoine Jovignot      |           |          |
| vers 1920                                |          | M. Peltier            |           |          |
| 2001                                     | 2008     | Philippe Sordel       |           |          |
| 2008                                     | 2014     | Marie-France Sordel   |           |          |
| 2014                                     | 2020     | Gérard Sturer         | SE        | Retraité |
| 2020                                     | En cours | Maximilien Aurousseau |           |          |
| Les données manquantes sont à compléter. |          |                       |           |          |

## Démographie
L'évolution du nombre d'habitants est connue à travers les recensements de la population effectués dans la commune depuis 1793. Pour les communes de moins de 10 000 habitants, une enquête de recensement portant sur toute la population est réalisée tous les cinq ans, les populations de référence des années intermédiaires étant quant à elles estimées par interpolation ou extrapolation. Pour la commune, le premier recensement exhaustif entrant dans le cadre du nouveau dispositif a été réalisé en 2007.

En 2022, la commune comptait 797 habitants, en évolution de −4,89 % par rapport à 2016 (Côte-d'Or : +0,82 %, France hors Mayotte : +2,11 %).
| 1793  | 1800  | 1806  | 1821  | 1831  | 1836  | 1841  | 1846  | 1851  |
| ----- | ----- | ----- | ----- | ----- | ----- | ----- | ----- | ----- |
| 1 172 | 1 263 | 1 333 | 1 276 | 1 385 | 1 375 | 1 357 | 1 383 | 1 429 |

| 1856  | 1861  | 1866  | 1872  | 1876  | 1881  | 1886  | 1891 | 1896 |
| ----- | ----- | ----- | ----- | ----- | ----- | ----- | ---- | ---- |
| 1 356 | 1 335 | 1 304 | 1 232 | 1 158 | 1 090 | 1 032 | 990  | 960  |

| 1901  | 1906 | 1911 | 1921 | 1926 | 1931 | 1936 | 1946 | 1954 |
| ----- | ---- | ---- | ---- | ---- | ---- | ---- | ---- | ---- |
| 1 004 | 910  | 910  | 786  | 807  | 766  | 756  | 720  | 696  |

| 1962 | 1968 | 1975 | 1982 | 1990 | 1999 | 2006 | 2007 | 2012 |
| ---- | ---- | ---- | ---- | ---- | ---- | ---- | ---- | ---- |
| 749  | 709  | 668  | 774  | 739  | 764  | 813  | 819  | 866  |

| 2017 | 2022 | - | - | - | - | - | - | - |
| ---- | ---- | - | - | - | - | - | - | - |
| 820  | 797  | - | - | - | - | - | - | - |

## Économie
Les deux piliers de l'économie maillotine sont l'agriculture (céréales et maraîchage) et les services, qui concentrent chacun plus d'un tiers des établissements actifs de la commune.

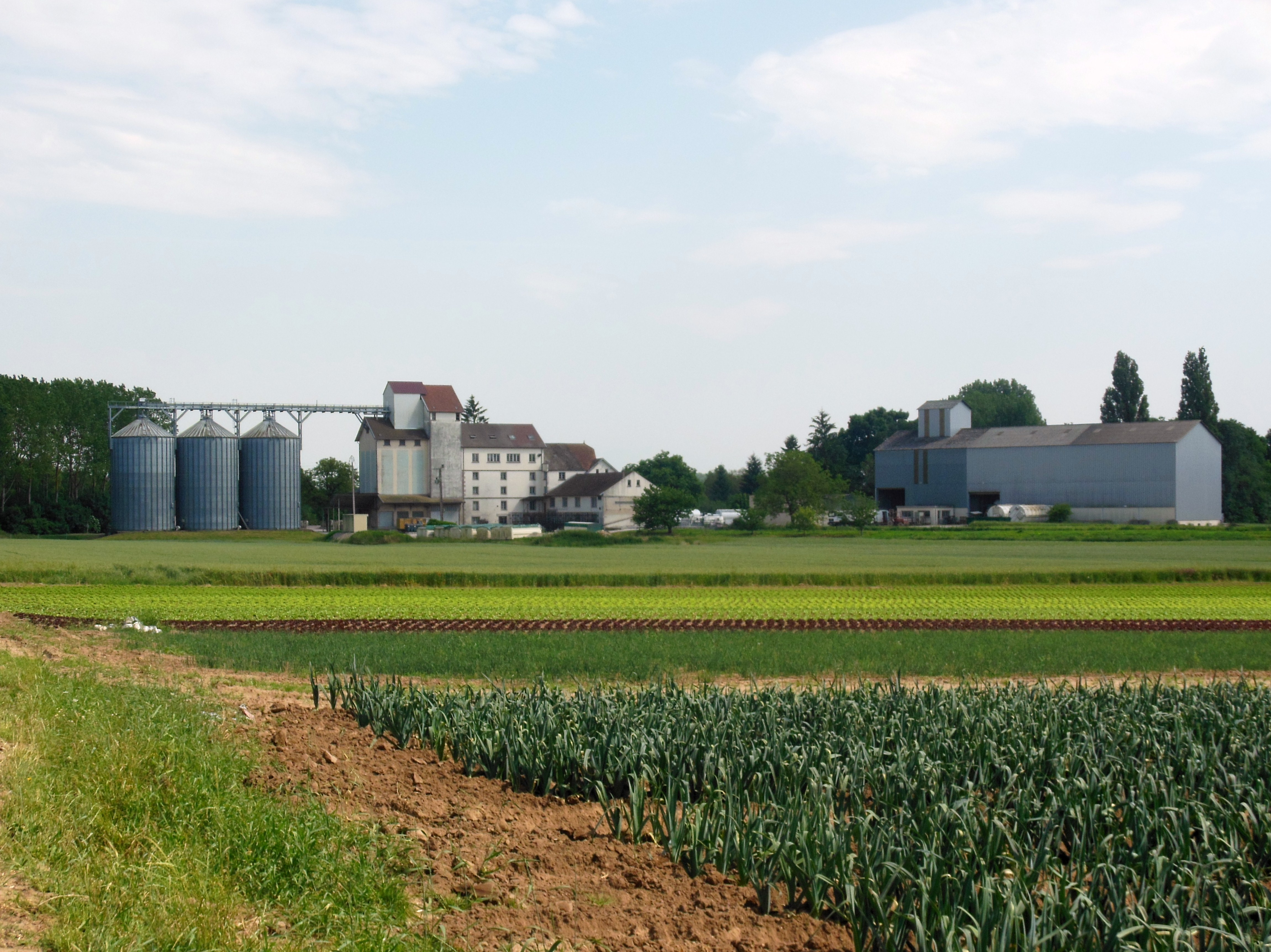
Minoterie Cêtre.
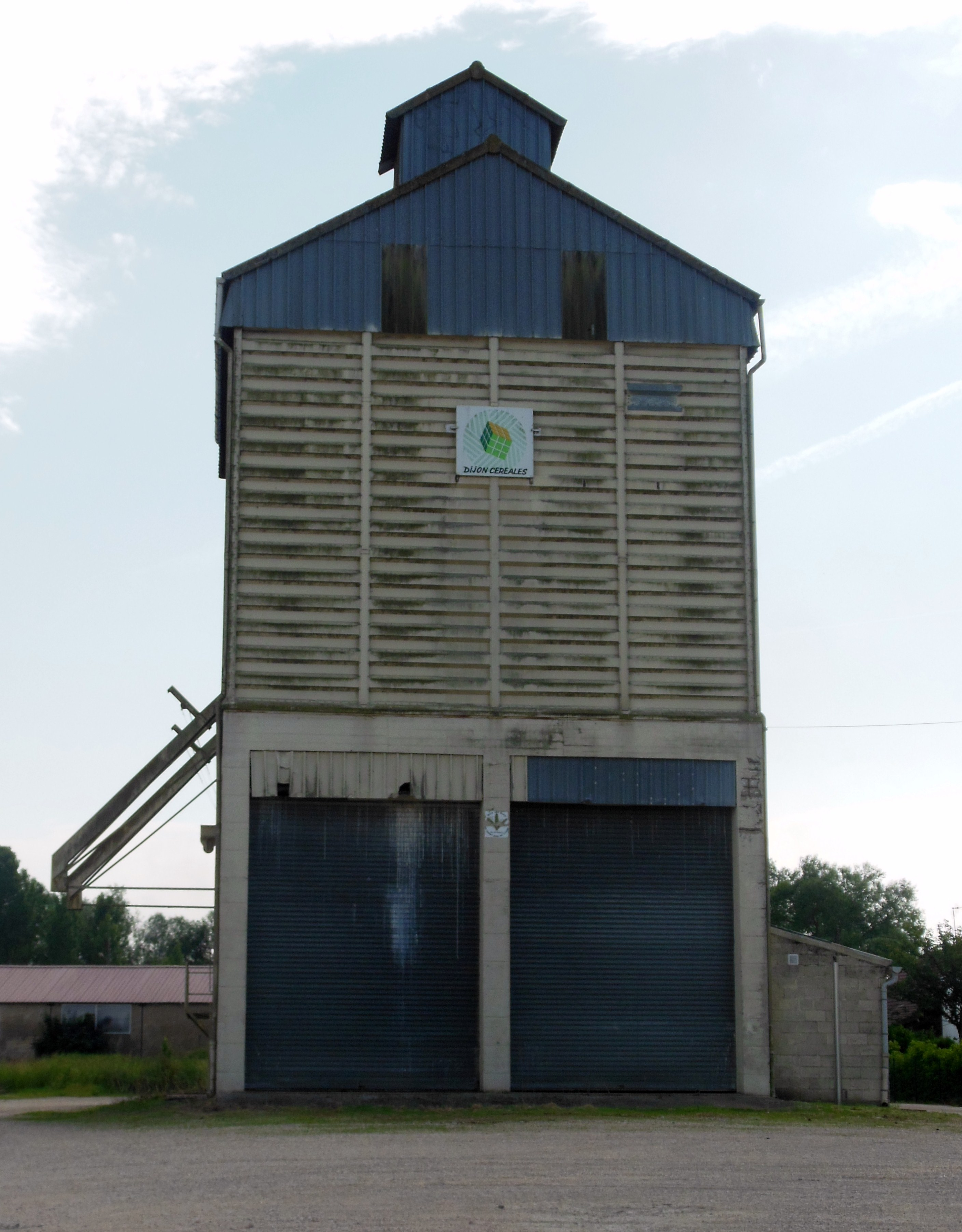
Silo Dijon Céréales.

## Éducation
La commune possède une école maternelle, une école primaire ainsi qu'une bibliothèque, rue Bizot.

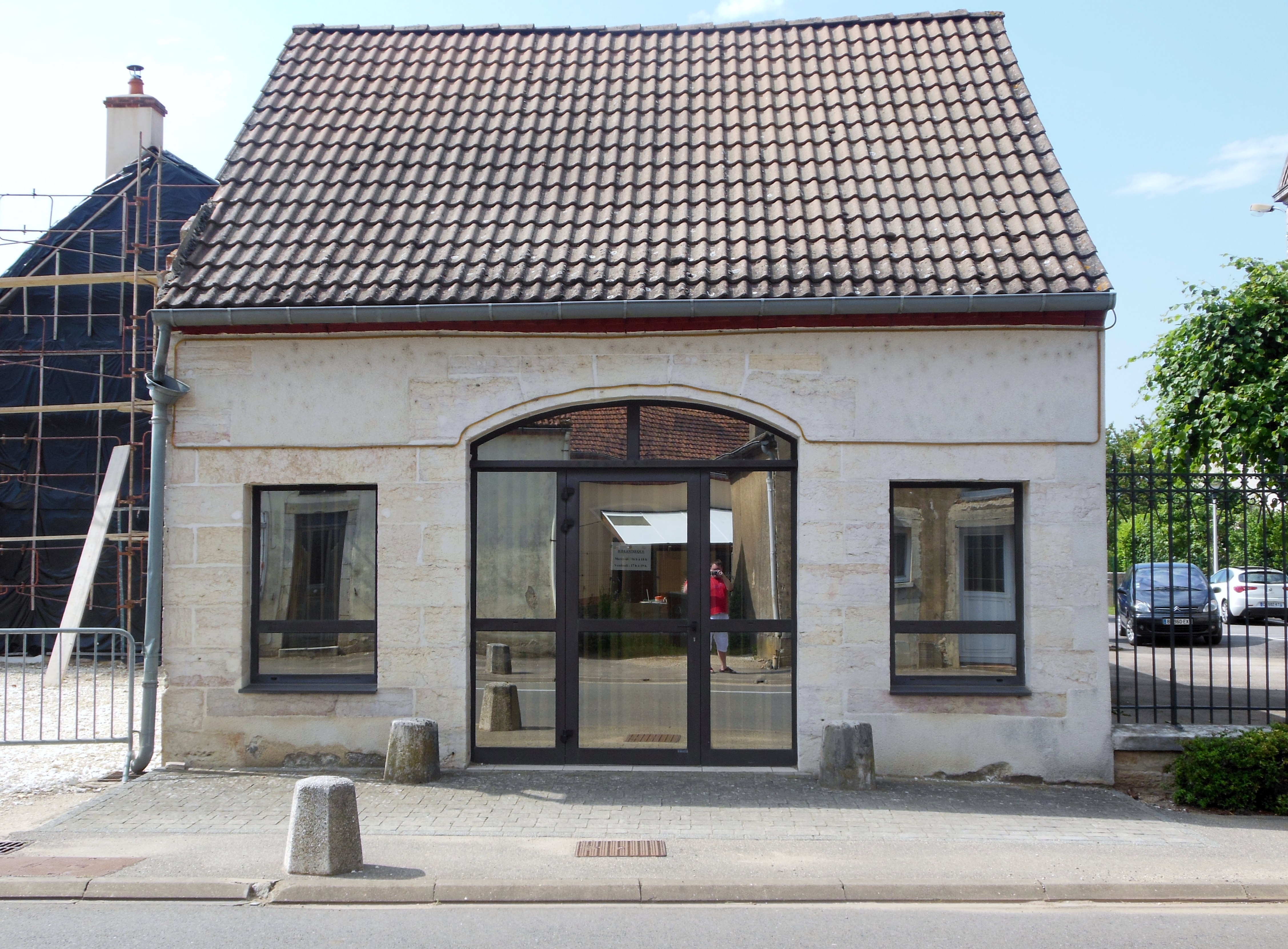
Bibliothèque.
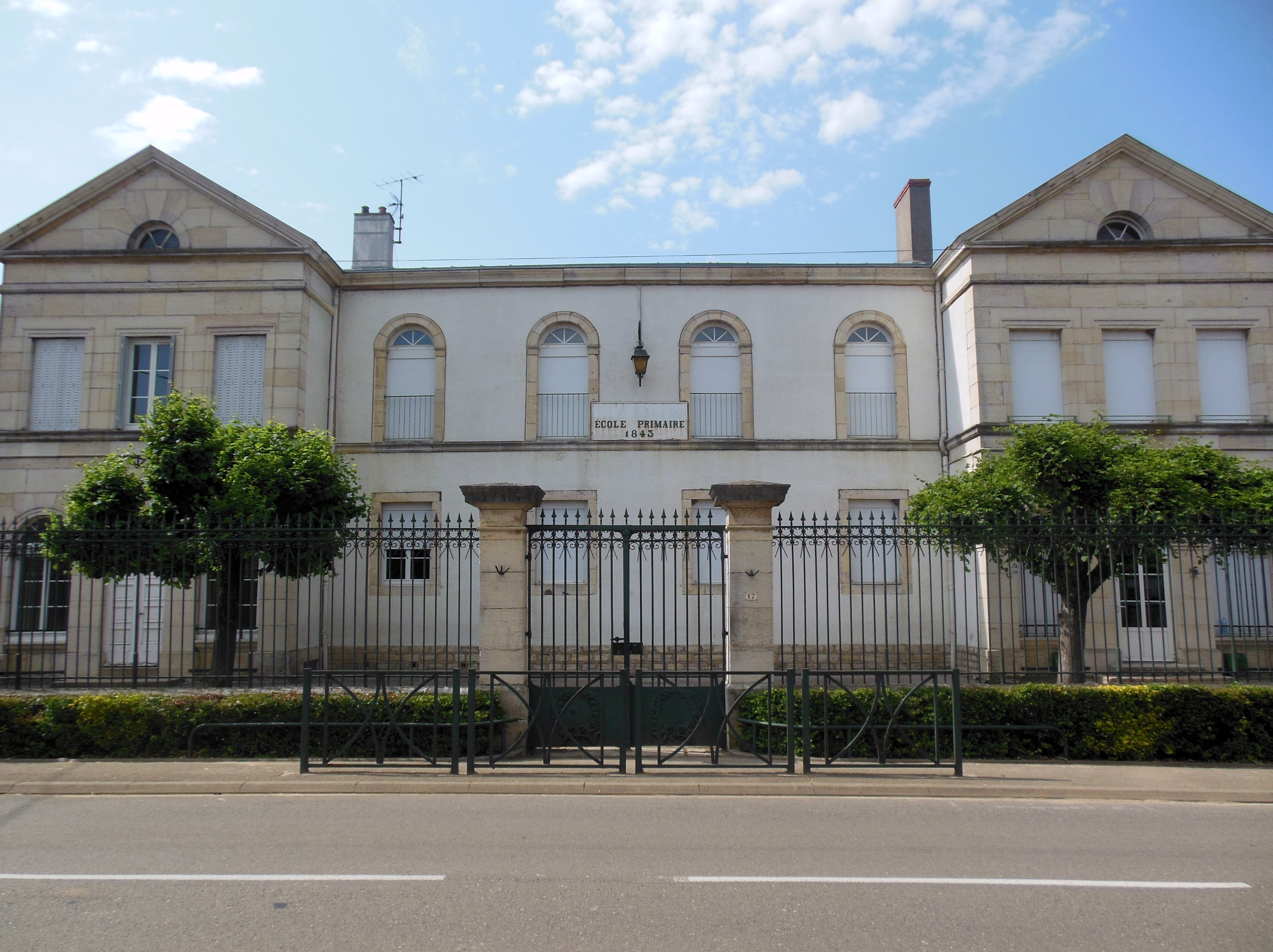
École.

## Culture locale et patrimoine

### Lieux et monuments
- Ruines du château (XVIIe), Allée du Château (Mailly-l'Église) ;
- Croix (XIXe), Rue Grande (entrée Mailly-le-Château et cimetière) et Rue de Saint-Jean-de-Losne (Mailly-la-Ville) ;
- École (XIXe), Rue Bizot (Mailly-l'Église) ;
- Église Notre-Dame-de-la-Nativité (XIXe), Rue Bizot (Mailly-l'Église), dont le mobilier figure à l'IGPC depuis le 01/06/1990[28] ;
- Fontaine (XIXe), Rue Bizot (Mailly-l'Église) ;
- Gravière (ancienne), à Mailly-le-Port ;
- Mairie (XIXe), Rue Bizot (Mailly-l'Église) ;
- Pont sur la Tille (XIXe), Rue Bizot (Mailly-l'Église) ;
- Bascule (XXe), Rue Bizot (Mailly l'Église) ;
- Monument aux morts (XXe), Rue Bizot (Mailly l'Église).

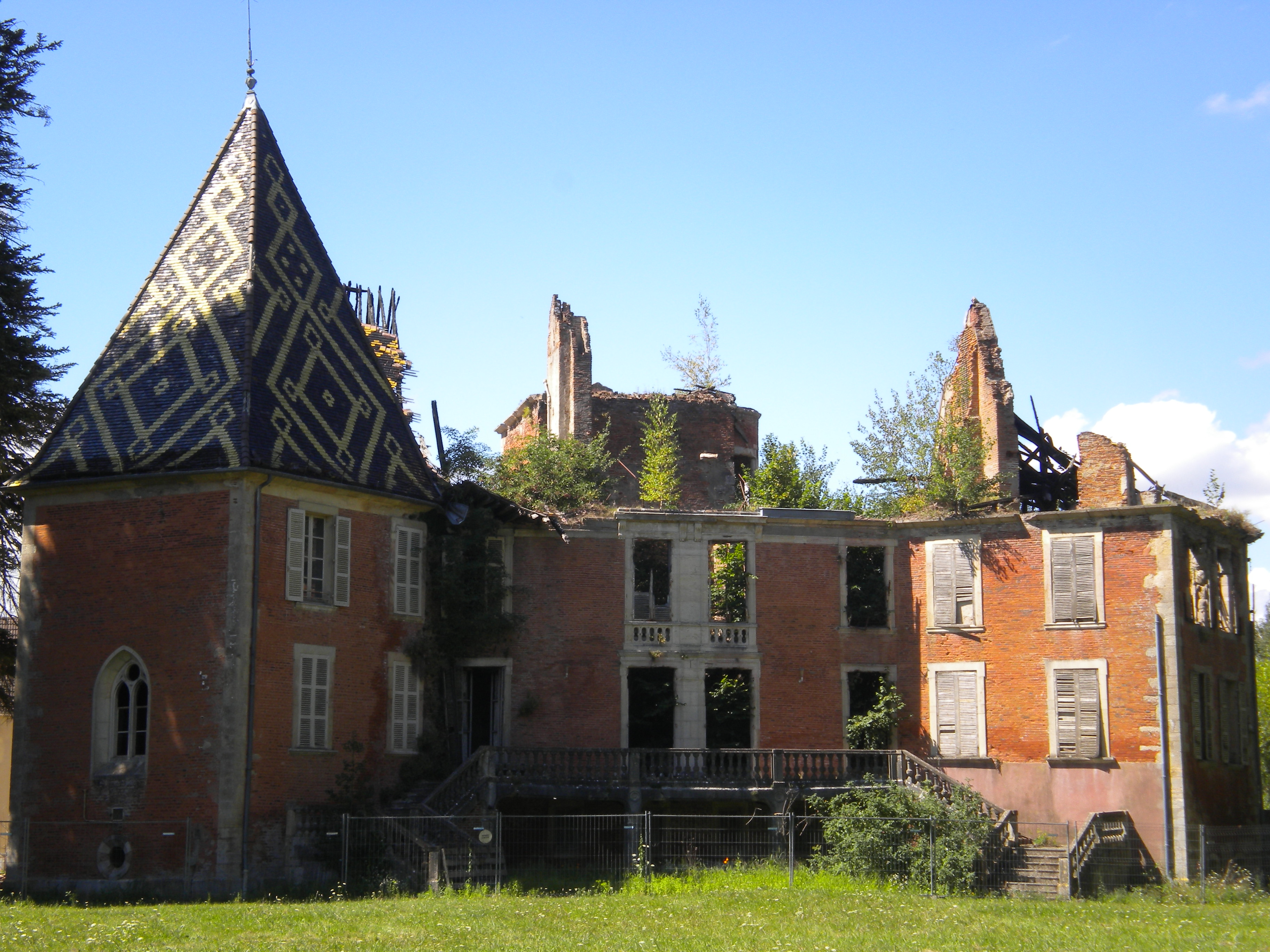
Ruines du château.
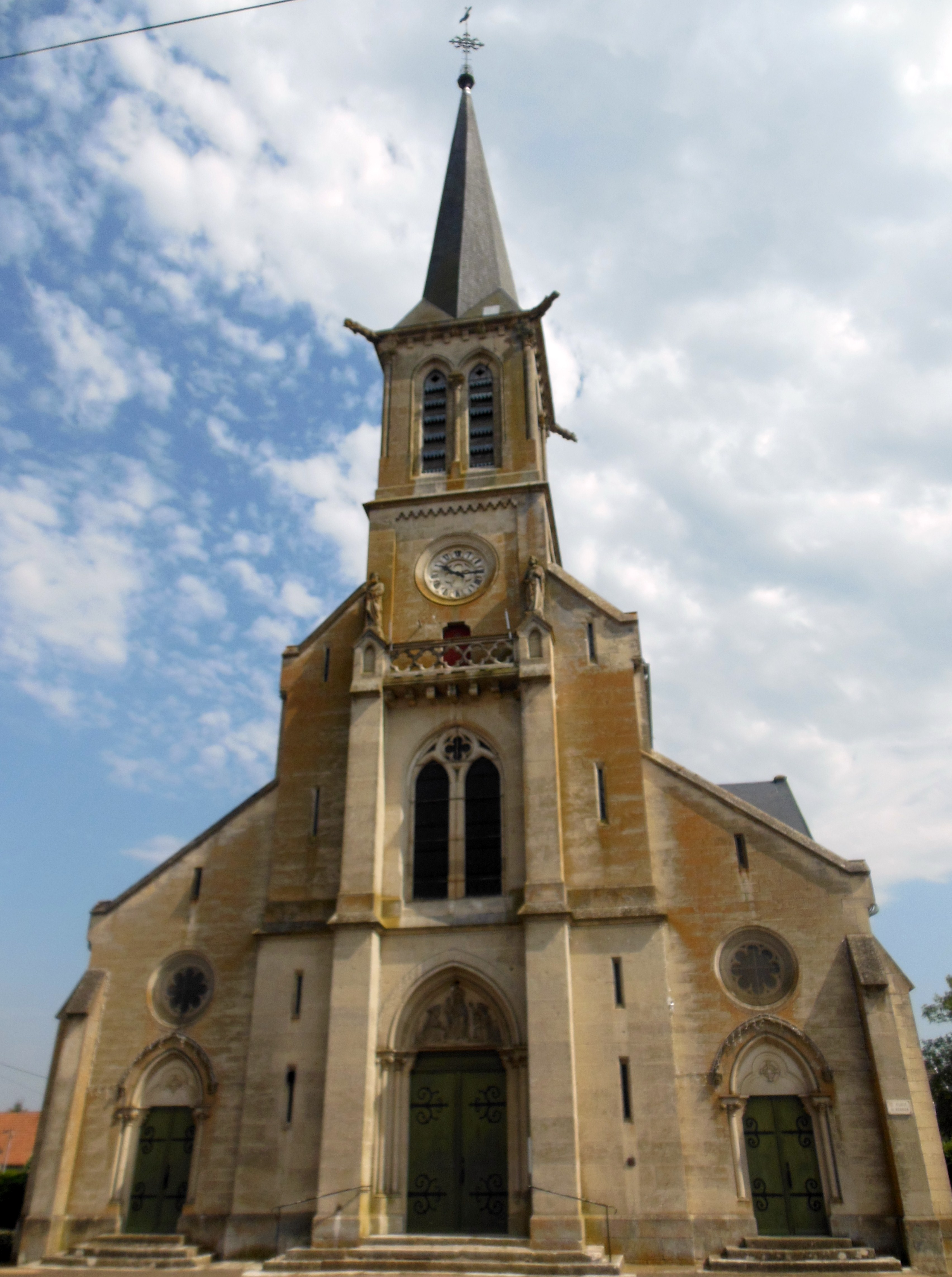
Église Saint-Germain-de-Paris.
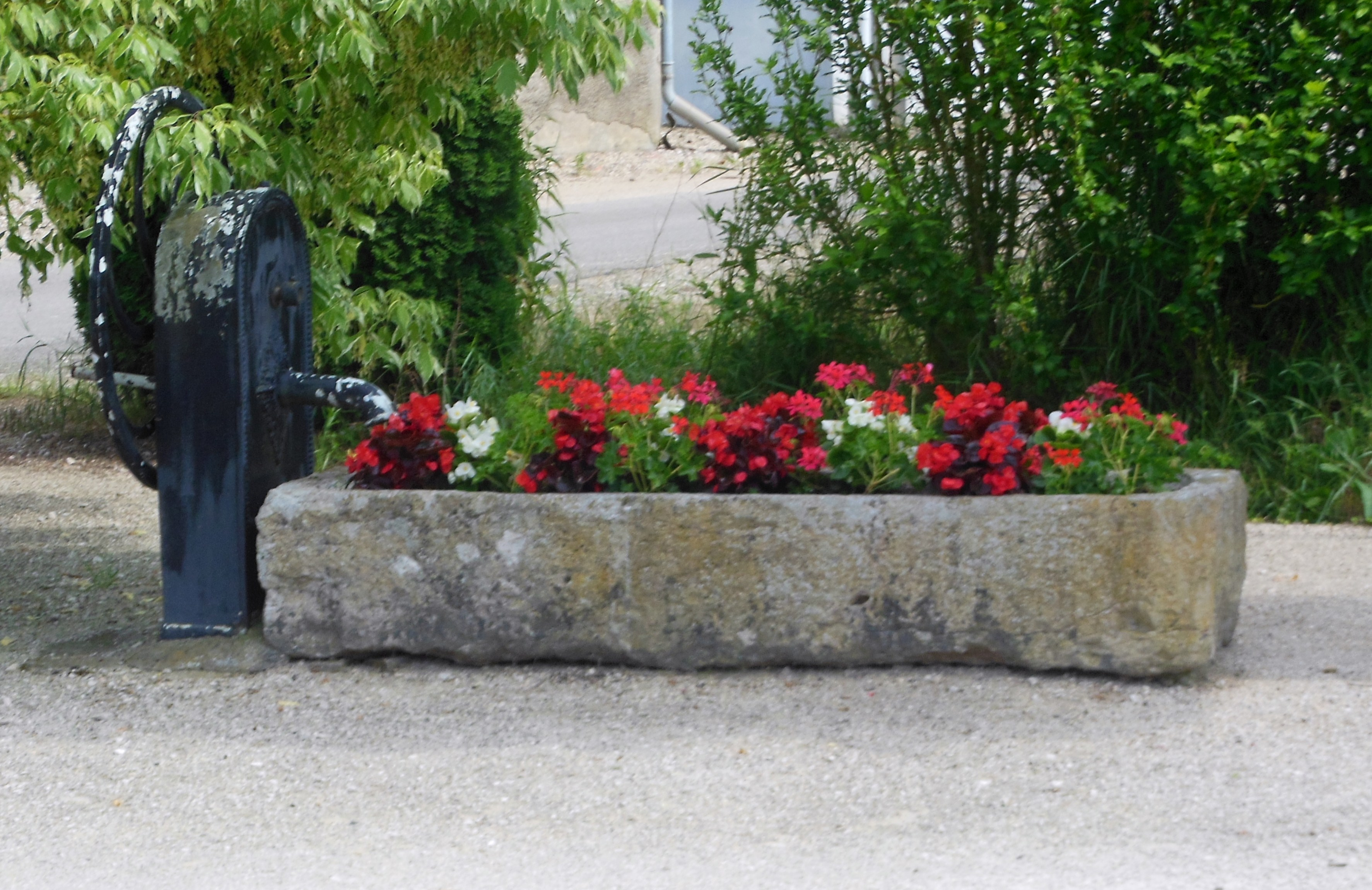
Ancienne fontaine.
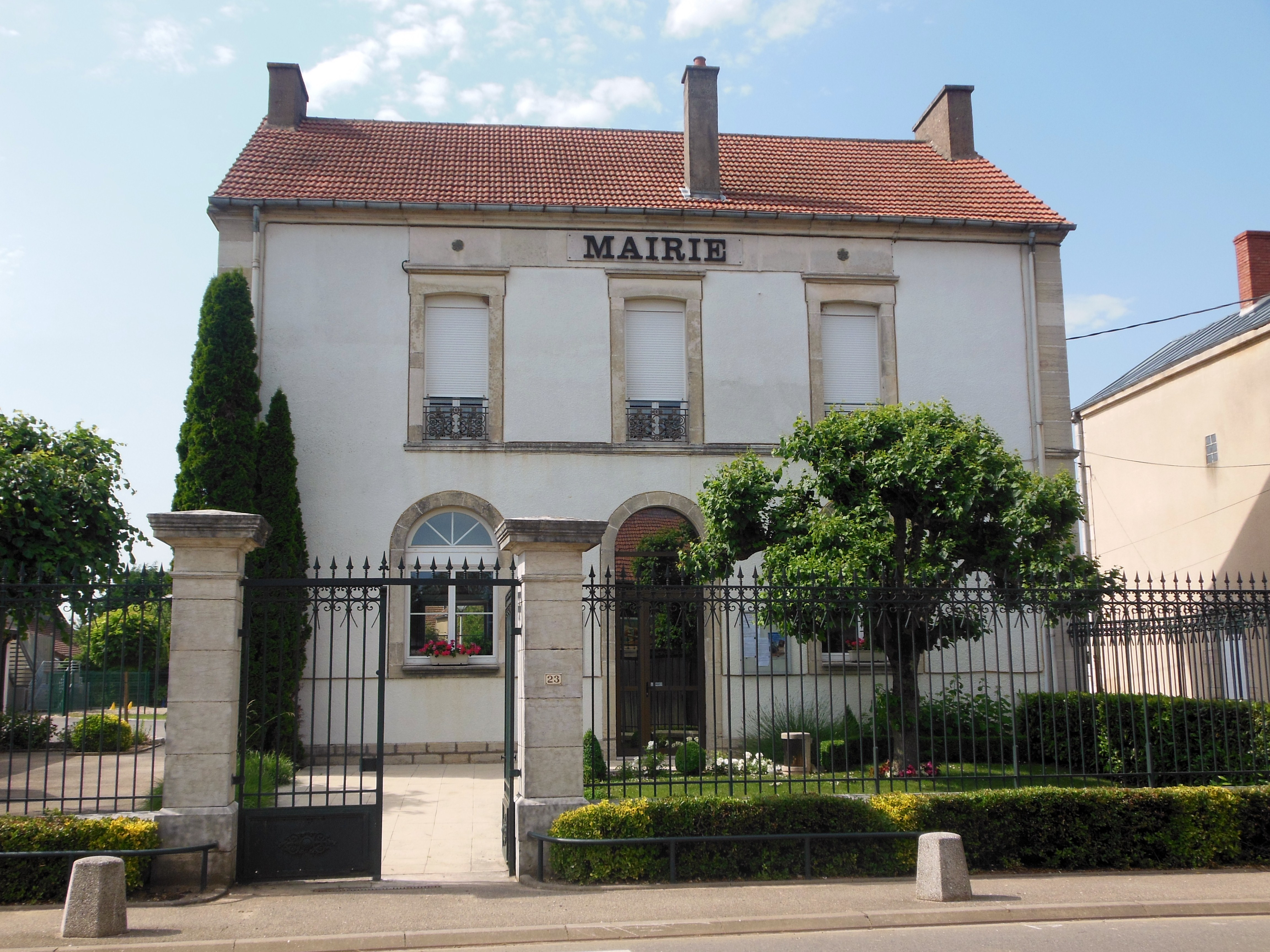
Mairie.
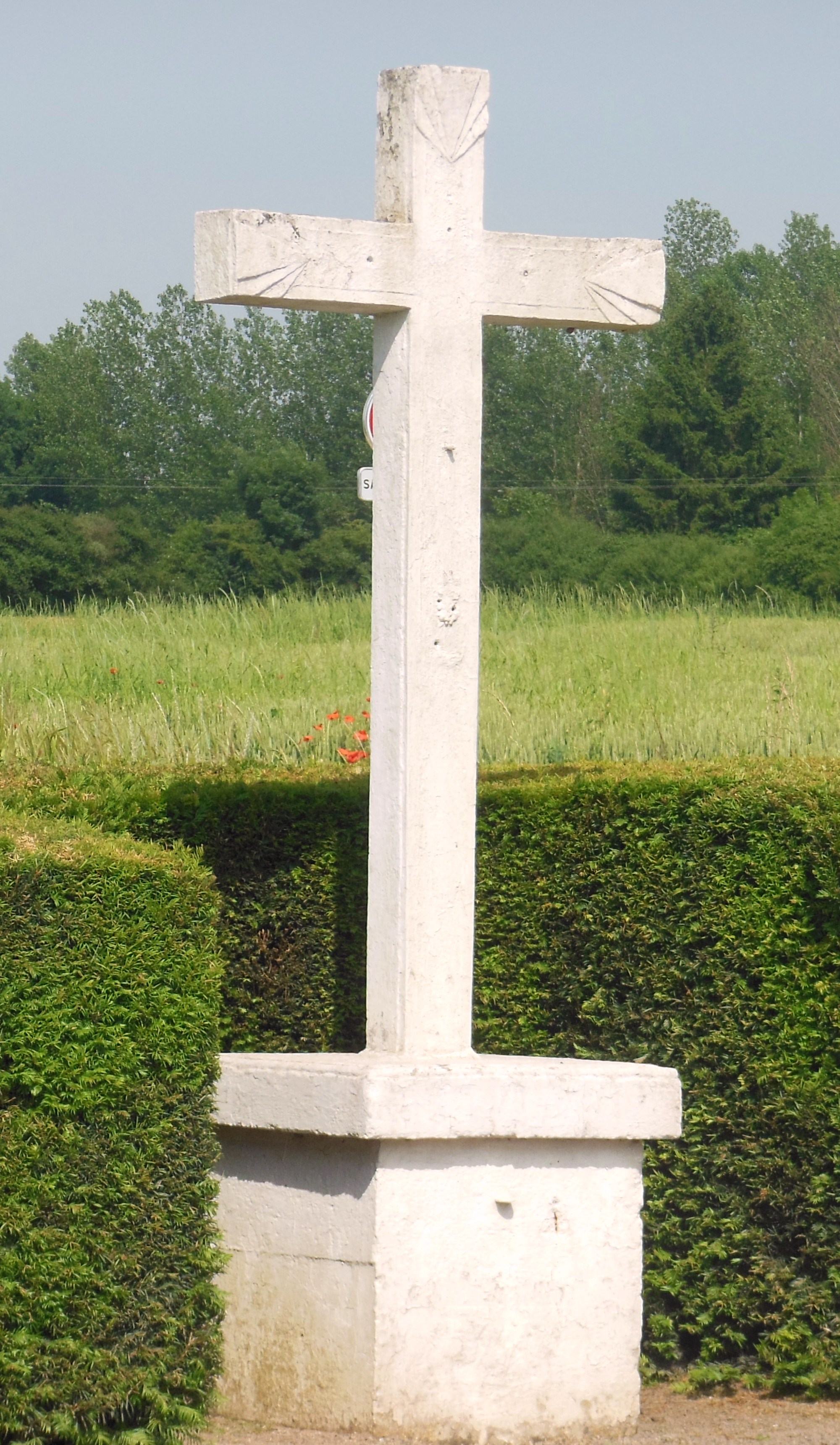
Croix.
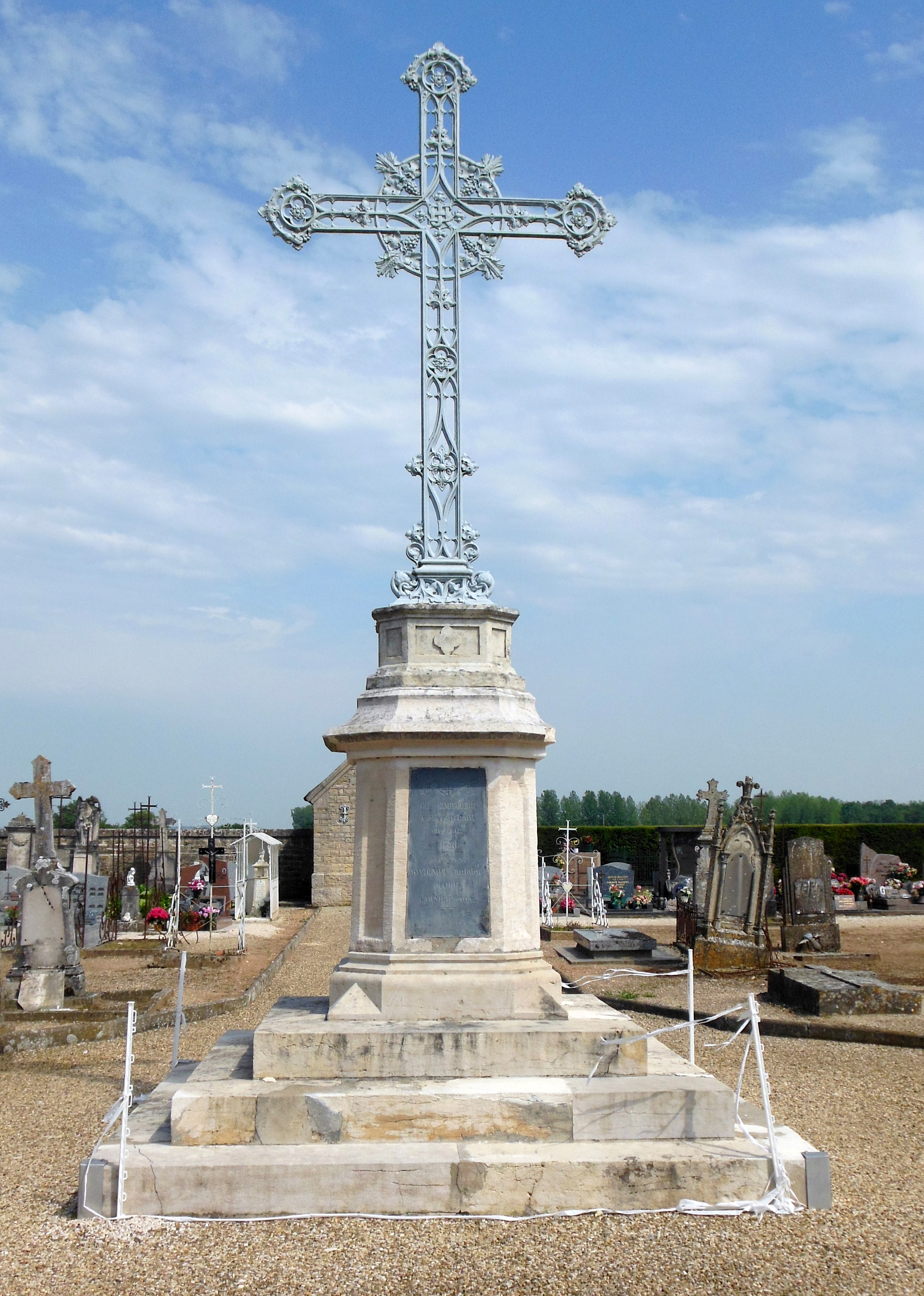
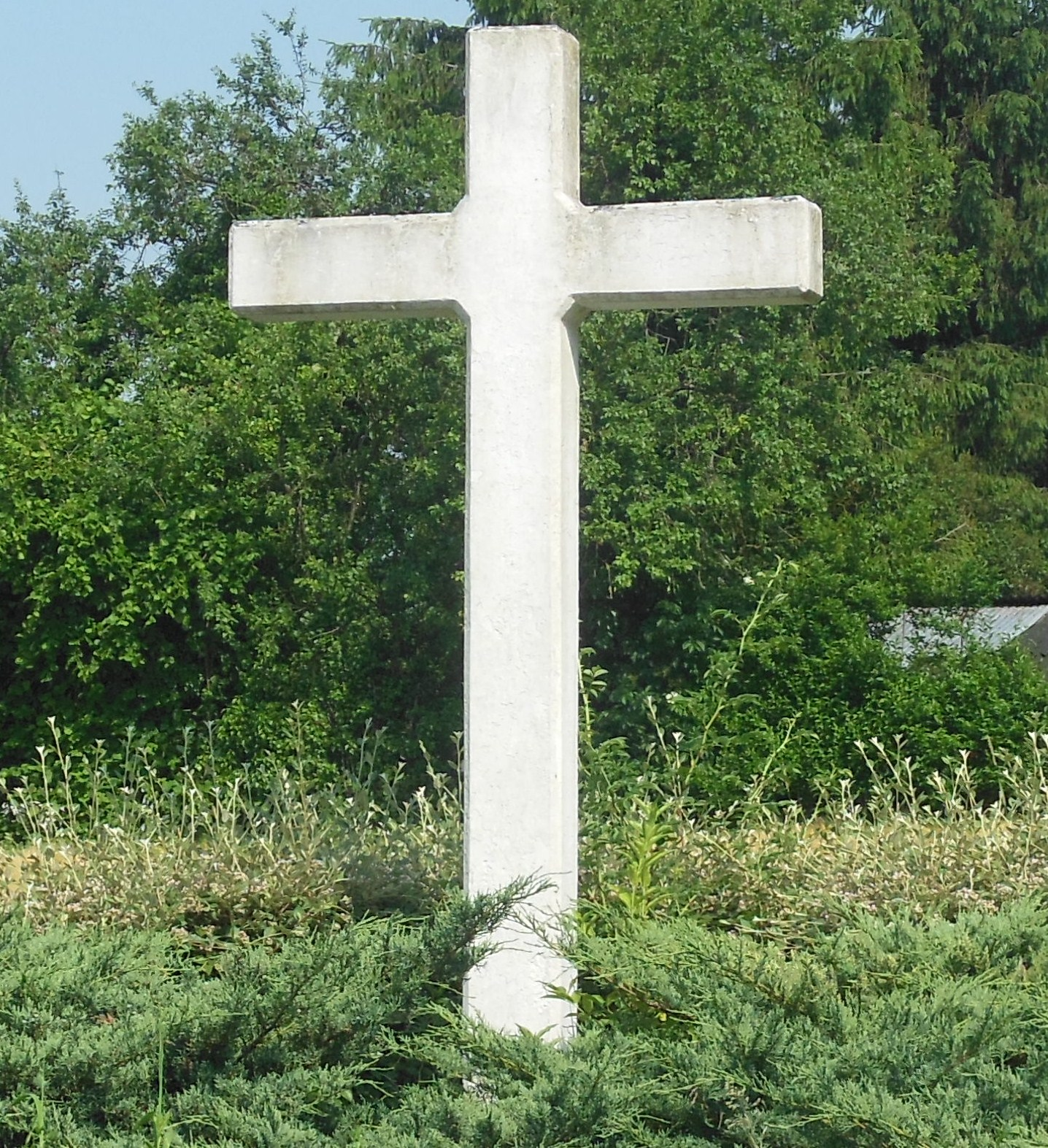
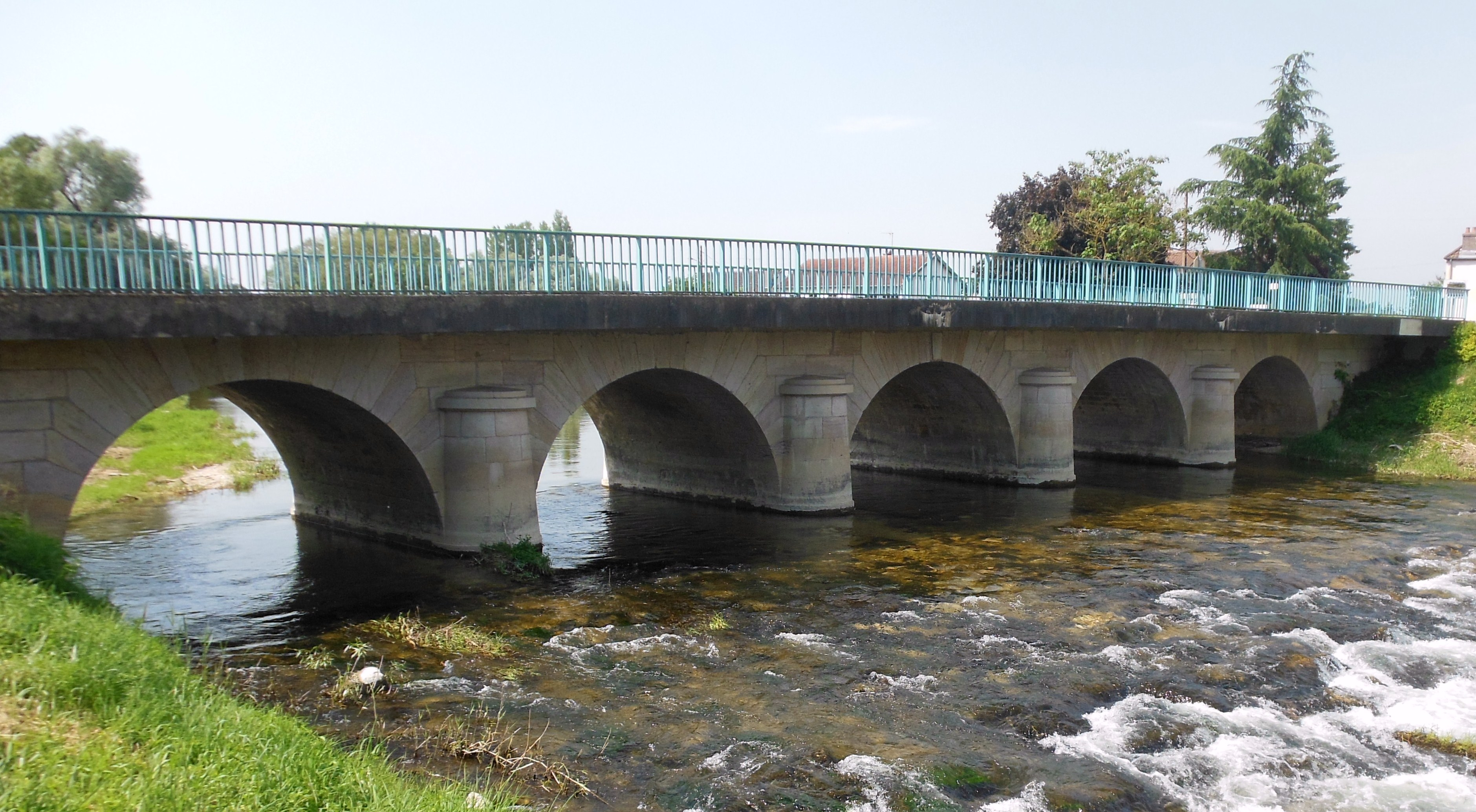
Pont de Tille.
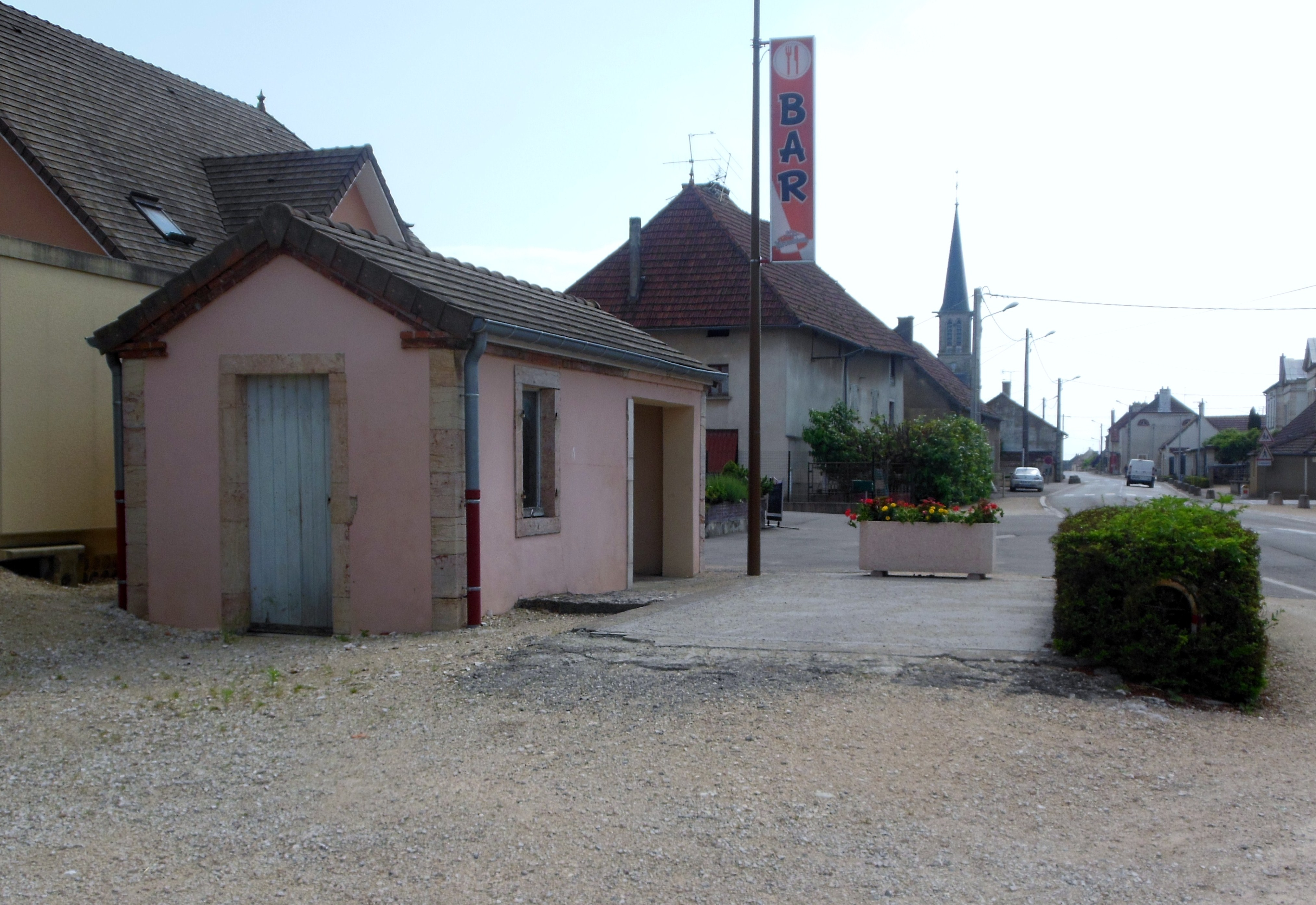
Ancienne bascule.
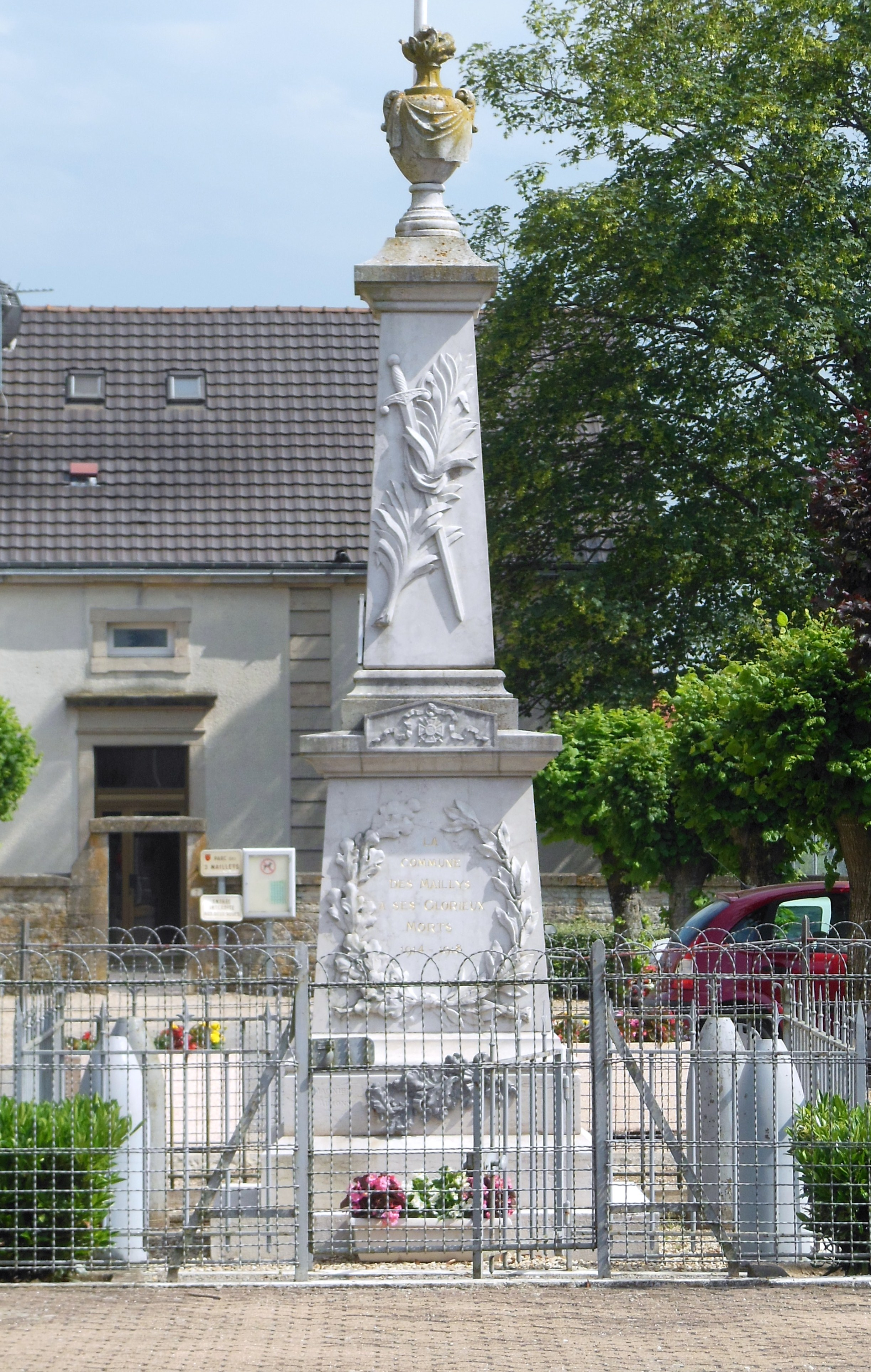
Monument aux morts.

### Personnalités liées à la commune
- Famille seigneuriale de Mailly (cf. par ex. l'article Genlis).

### Héraldique
| Blason de Les Maillys | Blason  | De gueules à trois maillets d'or posés deux et un. |
| Blason de Les Maillys | Détails | À la fin du haut Moyen Âge, alors que les nobles d'Europe se dotent d'armoiries évoquant graphiquement leur maison, leur famille ou leurs qualités, les sires de Mailly, qui n'ignorent pas la proximité phonétique qui existe entre le prénom Mallius et le nom commun malleus (maillet), décident très subtilement de confondre ces deux termes dans leur blason, en y apposant trois maillets évoquant, à la fois graphiquement et phonétiquement, leur patronyme. N.B. Les villages de Mailly-sur-Seille (54)[réf. incomplète] et de Feuquières-en-Vimeu (80)[réf. nécessaire] ont les mêmes armoiries. Adopté en 1980. |